# آسمان‌لرزه
آسمان‌لرزه‌ها گزارش‌های غیرقابل توضیح از یک واقعه هستند که صدای مانند شیپور یا ترومپت دارند که از آسمان شنیده می‌شوند. آنها در مناطق مختلفی از سراسر جهان به گوش رسیده‌اند؛ از جمله در رودخانه گنگ هند، فینگرلیک ایالات متحده، دریای شمال، ژاپن، ایتالیا، دراهیدا، ایرلندشنیده شده است.

## نام محلی
نام (با توجه به منطقه) عبارتند از:
- بنگلادش: Barisal guns[۱]
- ایتالیا: "brontidi"و "دریایی"و "balza", "lagoni".[۲]
- ژاپن: "uminari" (به معنای واقعی کلمه "گریه از دریا")
- هلند و بلژیک: "mistpoeffers"
- فیلیپین: "retumbos"
- ایالات متحده: "Guns of the Seneca" در اطراف دریاچه سنیکا و Cayuga دریاچه
سنکا اسلحه در جنوب شرقی آمریکا و "Moodus noises" در پایین دره کانکتیکات
- در جای دیگر: "اسلحه مه", "mistpouffers"

اولین گزارش: در یک جزیره دریای آدریاتیک در سال 1824.

## فرضیه‌ها
فرضیه‌های مختلف:
- ورود شهاب سنگ به جو باعث این صدا است.
- بشقاب پرنده‌ها
- گاز:
  - فرار گازها از منافذ سطح زمین.
  - خروج مواد منفجره از سنگ آهک در غارهای زیر آب.
- هواپیماهای نظامی (مافوق صوت پرواز می‌کنند).
- در برخی موارد آنها را به زلزله ارتباط داده‌اند.[۴] زمین لرزه ممکن نیست که دلیل اصلی این واقعه باشد به دلیل اینکه این صداها اغلب بدون فعالیت‌های لرزه ای دیگر بوده‌است.[۵]
- در کارولینای شمال، حدس و گمان است که آنها صدای قطعه از فلات قاره در حال سقوط به اقیانوس اطلس مغاک است.[۶]
- اخیراً توضیحی بر این اساس آماده که گفته می‌شود صدای رعد و برق است که در فاصله خیلی دور اتفاق افتاده و از طریق اتمسفر فوقانی منتقل شده.[۷]
- فروریختن غارهای زیر آب و خروج سریع باد و به خروج آنها از آب.
- ممکن است تشدید انرژی مغناطیسی خورشیدی و/یا زمین باشد.[۸]
- فوران‌های آتشفشانی

## تکذیب‌ها
هافینگتون پست در مقاله‌ای ویدیوهای منتشر شده با این صداهای عجیب آسمانی را یک نوع میم اینترنتی نامید که منشأ واقعی ندارند و اولین بار در سال ۲۰۱۱ در یک ویدیو در یوتیوب ظاهر شده‌اند. اولین ویدیو از این نوع، منطقه‌ای در حوالی کی‌یف در اوکراین را نشان می‌دهد که در آن صداهایی عجیب مانند صدای ترومپت یا سایش فلز از آسمان به گوش می‌رسد. بعدها گفته شد این صداها قبلاً در فیلمی به نام وضعیت قرمز (Red State) منتشر شده و در یکی از صحنه‌ها مشابه این صدا از آسمان شنیده می‌شود. چند ساعت پس از انتشار ویدیو در ایران نیز یک کارشناس نجوم این صداها را ساختگی نامید و فرضیه‌هایی مانند برخورد ابرها یا تخلیه الکترومغناطیسی را رد کرد. ضمن اینکه گفته شد ناسا، این صدا را حاصل برخورد ابرها اعلام کرده است که این ادعا نیز رد شد و تاکنون چنین مطلبی از سوی ناسا منتشر نشده است.